# Roland Lampe
Roland Lampe (* 30. November 1959 in Ost-Berlin) ist ein deutscher Schriftsteller.

## Leben
Roland Lampe wurde in Berlin-Weißensee geboren wurde und wuchs in Hohen Neuendorf im damaligen Kreis Oranienburg auf. Er wollte ursprünglich Journalist werden, musste jedoch 1980 das Studium an der Universität Leipzig aus politischen Gründen abbrechen. Nach der Ausbildung als Bankkaufmann studierte er von 1982 bis 1985 am Literaturinstitut „Johannes R. Becher“ in Leipzig. 
Er veröffentlichte sechs Bücher mit Prosa und einen Gedichtband, darüber hinaus schreibt er Artikel und Reportagen über Schriftsteller und Literatur in Brandenburg. 2016/2017 begab sich Lampe auf eine literarische Spurensuche im Landkreis Oberhavel. In drei Büchern stellte er rund 100 Autoren vor, die einen Bezug zu diesem Landkreis nördlich von Berlin hatten bzw. haben. Zuletzt schrieb er Bücher über Theodor Fontane, Christian Morgenstern, Hans Fallada und Joachim Ringelnatz.
Lampe lebt in Berlin-Wedding. 

## Werke
- Der Besuch der Tante. Geschichten. Qwertz, Berlin 2001.
- Tage mit Trost oder Das Leben kann so schön schwer sein. Kurzprosa. Nora, Berlin 2003.
- Glück ist das Ende aller Poesie. Kurzprosa. Erata, Leipzig 2005.
- Alles dreht sich um nichts. Kurzprosa. Erata, Leipzig 2007.
- Die Rache des kleinen Mannes. Geschichten. Spielberg, Regensburg 2009. Zweite, stark veränderte Auflage 2022.
- Seitenflügel. Roman. Spielberg, Regensburg 2012.
- Gelegentliche Einfälle von Licht. Gedichte. Spielberg, Regensburg 2014.
- Kehrte ich bei Hempel ein. Auf den Spuren bekannter und unbekannter Autoren in Oranienburg. Tredition, Hamburg 2017.
- Da lag er vor uns, der buchtenreiche See. Auf den Spuren bekannter und unbekannter Autoren in Fürstenberg, Zehdenick, Kremmen, Löwenberger Land. Tredition, Hamburg 2017.
- Dennoch, das Haus bezauberte mich. Auf den Spuren bekannter und unbekannter Autoren in Hennigsdorf, Hohen Neuendorf, Birkenwerder, Mühlenbecker Land. Tredition, Hamburg 2017.
- Fontane allerorten. Eine Spurensuche in Berlin und Brandenburg. vbb, Berlin 2019.
- Ein Sonnenstrahl des Glücks. Theodor Fontane in Bethanien. vbb, Berlin 2019.
- Der Wald verwandelt sich in Traum. Christian Morgenstern in Birkenwerder. Findling, Werneuchen 2021.
- Paradies mit Brennnesseln. Hans Fallada in Brandenburg. Findling, Werneuchen 2023.
- Eines Morgens ist alles fort. Joachim Ringelnatz in Sommerfeld. Findling, Werneuchen 2025.